# Parthenos mysolica
Parthenos mysolica är en fjärilsart som beskrevs av Rothschild 1915. Parthenos mysolica ingår i släktet Parthenos och familjen praktfjärilar. Inga underarter finns listade i Catalogue of Life.